# Erich Pinsker
Erich Pinsker (* 21. Juli 1958 in Hemer) ist ein ehemaliger deutscher Eishockeyspieler, der unter anderem für den EC Deilinghofen bzw. ECD Iserlohn in der Bundesliga aktiv war.

## Karriere
Erich Pinsker hat seine Karriere beim EC Deilinghofen begonnen und kam dort ab dem Jahr 1976 auch in der ersten Mannschaft zum Einsatz, mit der er in der Saison 1976/77 in die Bundesliga aufstieg. Nach einem Jahr in der höchsten deutschen Spielklasse wechselte er zur Saison 1978/79 zurück in die zweite Liga zum EHC Essen, für den er in den folgenden drei Jahren 115 Spiele absolvierte. Im Jahr 1981 schloss sich der Verteidiger wieder seinem inzwischen in ECD Iserlohn umbenannten Heimatverein an, mit dem ihm in der Spielzeit 1981/82 prompt der zweite Bundesliga-Aufstieg gelang.
Nach seinem neuerlichen Abschied vom ECD im Jahr 1984 spielte Pinsker in den folgenden drei Jahren jeweils nur kurz vor vier unterschiedliche Mannschaften: den EC Braunlage, den Duisburger SC, den ESV Schalker Haie und den EHC Unna. Erst dem ERC Westfalen Dortmund blieb er von 1987 bis 1989 wieder für zwei volle Spielzeiten erhalten und stieg dabei mit der Mannschaft in die 2. Bundesliga auf.
In der Saison 1989/90 begann sein drittes Engagement in Iserlohn. Der Verein trug inzwischen den Namen ECD Sauerland und spielte in der 2. Bundesliga. Pinsker blieb, mit Ausnahme eines kurzen Abstechers zum ESC Ahaus, drei Jahre, ehe er seine Karriere in der Saison 1992/93 beim ERC Westfalen Dortmund in der Regionalliga ausklingen ließ. Für den ECD stand er insgesamt 264 Mal auf dem Eis und erzielte dabei 25 Tore.

## Erfolge und Auszeichnungen
| - 1977 Aufstieg in die Bundesliga mit dem EC Deilinghofen - 1982 Aufstieg in die Bundesliga mit dem ECD Iserlohn - 1986 Aufstieg in die 2. Bundesliga mit dem ESV Schalker Haie | - 1988 Aufstieg in die 2. Bundesliga mit dem ERC Westfalen Dortmund - 1990 Meister der 2. Bundesliga mit dem ECD Sauerland - 1993 Aufstieg in die Oberliga mit dem ERC Westfalen Dortmund |

## Karrierestatistik
(Legende zur Spielerstatistik: Sp oder GP = absolvierte Spiele; T oder G = erzielte Tore; V oder A = erzielte Assists; Pkt oder Pts = erzielte Scorerpunkte; SM oder PIM = erhaltene Strafminuten; +/− = Plus/Minus-Bilanz; PP = erzielte Überzahltore; SH = erzielte Unterzahltore; GW = erzielte Siegtore; 1 Play-downs/Relegation; Kursiv: Statistik nicht vollständig)